# 福岡県道284号高浜東町線
福岡県道284号高浜東町線（ふくおかけんどう284ごう たかはまひがしまちせん）は、福岡県遠賀郡芦屋町を通る一般県道である。

## 概要
遠賀郡芦屋町高浜町から遠賀郡芦屋町正門町に至る。
遠賀川河口付近から航空自衛隊 芦屋基地正門付近を結ぶ。

### 路線データ
- 起点：福岡県遠賀郡芦屋町高浜町（福岡県道27号直方芦屋線）
- 終点：福岡県遠賀郡芦屋町正門町（航空自衛隊 芦屋基地正門付近）
- 総延長：703 m

## 地理

### 通過する自治体
- 遠賀郡芦屋町

### 交差する道路
| 交差する道路           | 交差する場所 | 交差する場所 |
| ---------------------- | ------------ | ------------ |
| 福岡県道27号直方芦屋線 | 高浜町       | 起点         |
| 国道495号              | 正門町       | 正門町交差点 |

### 沿線
- 遠賀川
- 航空自衛隊 芦屋基地